# 킨클리도투스속
킨클리도투스속(Cinclidotus)은 침꼬마이끼목에 속하는 이끼 속의 하나이다. 킨클리도투스과(Cinclidotaceae)의 유일속이다.

## 하위 종
- Cinclidotus acutifolius
- Cinclidotus aquaticus
- Cinclidotus danubicus
- Cinclidotus fontinaloides
- Cinclidotus herzogii
- Cinclidotus nyholmiae
- Cinclidotus pachyloma
- Cinclidotus pachylomoides
- Cinclidotus riparius